# Hannie Tutein Nolthenius
Henriëtte Pauline Julie Tutein Nolthenius (Apeldoorn, 19 maart 1908 - Laren, 21 november 1986) was een Nederlands beeldend kunstenares en dame du palais.

## Biografie
Nolthenius was lid van de familie Nolthenius  en een dochter van burgemeester Henri Paul Jules Tutein Nolthenius (1861-1930) en jkvr. Petronella Adriana van Haeften (1868-1942). Zij trouwde in 1932 met kapitein-ter-zee en adjudant i.b.d. van de koningin Gijsbert Nicolaas Henricus baron van Till (1902-1971) met wie zij twee kinderen kreeg. Tijdens de Tweede Wereldoorlog zat zij met haar twee zoons in een Jappenkamp.
Nolthenius kreeg teken- en schilderles van onder anderen Jan Boon en Jan Voerman. Ze was op haar beurt leraar van Harm Kamerlingh Onnes. Ze maakte vooral aquarellen en botanische tekeningen maar ook portretten. Ze illustreerde verschillende boeken welke illustraties positief ontvangen werden.
Nolthenius was van 1954 tot 1956 dame du palais van koningin Juliana. Ter gelegenheid van haar ontslag als dame du palais werd zij op 30 november 1956 benoemd tot Eredame in de Huisorde van Oranje en tot dame du palais honorair.